# Pau Vidal i Guinovart
Pau Vidal i Guinovart (la Canonja, el Tarragonès, 17 de febrer de 1913- Tarragona, 24 d'agost de 1998) fou un baríton català.
Fill de Josep Vidal i Farré pagès d'ofici i Rosa Guinovart i Rion tots dos naturals de la Canonja. Estudià solfeig i piano amb el mestre Josep Gols. En acabar els estudis, va formar una orquestra de ball que portava el seu nom. Va ser una persona clau en la fundació de l'Orfeó Canongí, del qual va arribar a ser sots-director, i que fou la causa de la seva projecció artística, ja que en ell va començar les seves portentoses facultats vocals.
Després de la Guerra Civil, dedicà tota la seva activitat artística a la lírica. Va actuar al Gran Teatre del Liceu de Barcelona durant sis temporades quasi seguides, on hi va interpretar les principals obres del repertori d'òpera italiana i alemanya, com per exemple Il barbiere di Siviglia, Rigoletto, Otello, I Pagliacci, Il trovatore, La traviata. Va ser sol·licitat per nombrosos teatres d'òpera nacionals i estrangers. Gràcies a la seva sòlida formació musical va poder acceptar molts papers que havia d'aprendre, assimilar i memoritzar en pocs dies.
De les seves constants sortides a l'estranger destaca la inauguració de la temporada de 1945 al Teatre Colón de Buenos Aires amb l'obra La traviata i l'actuació amb la companyia del Metropolitan de Nova York durant la mateixa temporada a São Paulo. La inauguració de la temporada oficial del Teatre Municipal de Rio de Janeiro amb Il barbiere di Siviglia. S'ha de remarcar també les temporades d'òpera a Portugal amb actuacions als teatres de Lisboa, Porto i altres capitals.
A Itàlia va actuar als grans teatres d'òpera de Milà, Roma, Nàpols, Palerm, Florència, amb interpretacions de les òperes de Verdi, Giordano, Puccini, Leoncavallo, que li valgueren el favor del públic. La RAI va difondre la seva brillant interpretació de El Retablo de Maese Pedro